# قاسم ملحو
قاسم مِلحو (عربی: قاسم مِلحو؛ زادهٔ ۵ فوریهٔ ۱۹۶۸) صدا پیشه و هنرپیشه تلویزیون و تئاتر اهل کشور سوریه است. وی علاوه بر بازیگری به خاطر صداپیشگی در چندین سریال انیمیشن شناخته شده است. از برنامه‌های تلویزیونی که وی در آنها بازی کرده می‌توان به سریال عمر اشاره نمود.